# 중앙기독초등학교
중앙기독초등학교(中央基督初等學校)는 대한민국 경기도 수원시 영통구에 있는 사립 초등학교이다. 목사 겸 언론인 김장환이 설립하였다.

## 학교 연혁
- 1992년 11월 19일 : 학교 법인 중앙학원 승인, 초대 이사장 취임
- 1993년 3월 15일 : 중앙국민학교 시설 사업 시행 계획 승인
- 1994년 1월 21일 : 중앙국민학교 설립 인가
- 1994년 5월 14일 : 개교
- 1994년 7월 12일 : 중앙국민학교 교사 헌당예배
- 1995년 1월 1일 : 제 1대 교장 취임
- 1995년 7월 5일 : 중앙기독국민학교로 교명 변경
- 1996년 3월 1일 : 중앙기독초등학교로 교명 변경
- 1996년 5월 2일 : 특수학급 2학급 인가 총 26 학급 편성
- 1997년 2월 14일 : 제 1회 졸업예배
- 1997년 9월 10일 : 제 2대 교장 취임
- 1998년 2월 20일 : 제 2회 졸업예배
- 1999년 2월 20일 : 제 3회 졸업예배
- 2000년 2월 14일 : 제 4회 졸업예배
- 2000년 7월 29일 : 특수학급 1학급 인가
- 2000년 12월 5일 : 총 27학급 편성
- 2001년 2월 17일 : 제 2대 이사장 취임
- 2002년 2월 9일 : 제 5회 졸업예배
- 2003년 2월 22일 : 제 6회 졸업예배
- 2003년 11월 1일 : 제 7회 졸업예배
- 2004년 2월 12일 : 제 3대 이사장 취임
- 2004년 5월 15일 : 제 8회 졸업예배
- 2004년 9월 4일 : 개교 10주년 기념 바자회
- 2004년 12월 17일 : 제 3대 교장 취임
- 2005년 2월 3일 : 개교 10주년 기념 열매축제
- 2005년 4월 3일 : 제 9회 졸업예배
- 2005년 5월 27일 : 신관 건축 기공 예배, 신관 기초석 예배
- 2006년 2월 9일 : 제 10회 졸업예배
- 2006년 9월 30일 : 신관 준공예배
- 2006년 12월 6일 : 6학급 인가
- 2006년 12월 19일 : 중앙기독유치원 원명 변경
- 2007년 2월 8일 : 제 11회 졸업예배
- 2007년 3월 5일 : 중앙기독중학교 개교
- 2007년 11월 21일 : 제 4대 이사장 취임
- 2008년 2월 13일 : 제 12회 졸업예배
- 2009년 2월 12일 : 제 13회 졸업예배
- 2010년 2월 11일 : 제 14회 졸업예배
- 2010년 2월 11일 : 제 1회 중앙기독중학교 졸업예배
- 2010년 11월 25일 : ICEC 개최
- 2011년 2월 10일 : 제 15회 졸업예배
- 2011년 5월 3일 : 제 5대 이사장 취임
- 2011년 12월 1일 : 제 4대 교장 취임
- 2012년 2월 9일 : 제 16회 졸업예배
- 2013년 2월 9일 : 제 17회 졸업예배
- 2014년 2월 6일 : 제 18회 졸업예배
- 2014년 10월 8일 : 개교 20주년 기념 축제
- 2015년 2월 5일 : 제 19회 졸업예배
- 2016년 2월 4일 : 제 20회 졸업예배
- 2016년 3월 2일 : 제 5대 교장 취임
- 2016년 10월 21일 : 이음관 기공식
- 2017년 2월 9일 : 제 21회 졸업예배
- 2019년 2월 8일 : 제 23회 졸업예배

## 참고 자료
- 중앙기독초등학교 - 한국교육학술정보원 학교알리미